# 三十一年式速射砲
三十一年式速射砲（さんじゅういちねんしきそくしゃほう）は、日本陸軍が明治31年（1898年）に制式砲とした大砲。三十一年式野砲と三十一年式山砲の2種類がある。著名な銃砲設計者である陸軍中将有坂成章が開発したもので、別名「有坂砲」といわれる。日露戦争での主力砲として活躍した。
口径は7.5 cm、射程は野砲が7,800 m、山砲が4,300 mとなっていた。砲身に設けられた砲耳の先端が車軸を兼ねており、砲身と砲耳・車軸が十文字形を描くような構成となっている。ロシア軍の保有する野山砲に射程では見劣りしたものの、砲弾の性能や将兵の射撃技術はロシア軍を凌駕していた。野砲については、日露戦争中に仰角の修正や防楯の装備等改良を加え、性能を向上させている。日露戦争の陸戦の勝利には、この大砲と二十八サンチ榴弾砲、三十年式歩兵銃の貢献が大きかったといわれる。本砲は後継の野山砲に置き換えられて保管兵器となったが、のちの満州事変以降の兵器不足を補うために、歩兵砲として再び用いられるようになった。さらにインパール作戦では野砲兵第21連隊が、四一式山砲に加え、分解搬送が容易な三十一年式山砲を投入している。
1916年にはロシア帝国に本砲100門が売却され、そのうち44門がフィンランド内戦を経てフィンランドの手に渡っている。その後1937年になると、42門が弾薬2万8千発と併せてスペイン内戦の共和派へ売却されたが、輸送船がベルメオへ到着する前にフランコ派の艦船から妨害を受けており、本砲が実際に陸揚げされたかどうかは不明である。
本砲が「速射砲」と呼ばれたのは、初めて無煙火薬を使用したことにより、それ以前の黒色火薬による排煤作業が不要となり「速く撃てる」ようになったことに過ぎない。本砲は簡単な復座装置しか備えていなかった。左右車輪の内側には鼓胴（リール）、砲架には復座ばねが装着され、両者は鋼索で連結されていた。射撃の前には、軔履（滑動防止用のスパイク）を両輪の後ろ側に取り付ける。大架（フレーム兼後脚）の後端には駐鋤が無く、従来の火砲と同じ尻上がりの形状をしていた。発砲の反動で砲架は後退するが、車輪が回ろうとすると鼓胴が鋼索を巻き込み、復座ばねが圧縮され、その反発力で砲架を元の位置に戻そうとするものであった。この砲車復座式では、発射の反動で砲架全体が移動してしまう点は従来の火砲と同様であった。従って、人力で砲架を元に戻してまた照準をやり直さなければならず、速射砲といえども実際の射撃速度は1分間に2～3発とあまり高くなかった。また、砲架をまっすぐ後退させることが前提の設計なので当然ではあるのだが、砲身の可動範囲は俯仰のみで、方向射界を与えるには、わずかの修正であっても砲架ごと向きを変える必要があった。日本陸軍が初めて本格的な駐退復座機を備えた火砲を導入するのは、三八式野砲の登場を待たねばならない。弾薬は分離薬莢式であり、弾丸と薬莢を順々に装填する必要があった。弾丸の炸薬には黄色薬が採用された。